# Georgi Grigorjewitsch Petrussow
Georgi Grigorjewitsch Petrussow (russisch Георгий Григорьевич Петрусов; * 1903 in Rostow am Don; † 1971 in Moskau) war ein sowjetischer Fotograf.
Petrussow war ab 1924 als Fotoreporter für Gewerkschaftszeitschriften tätig, später auch für die Prawda. 1930 bis 1941 arbeitete er als Bildjournalist für UdSSR im Bau. Im Zweiten Weltkrieg war er Frontkorrespondent für das Sowinformbüro und die Iswestija. Im April 1945 erreichte er mit der Roten Armee Berlin. Nach dem Krieg war er Mitarbeiter der Zeitschrift Soviet Life und veröffentlichte Ballett- und Theaterfotografien.